# 셔틀,최강의셔틀
셔틀,최강의셔틀은 학교 폭력의 피해자인 주인공이 괴롭힘에서 벗어나 정의를 구현하는 과정을 그린 영화이다.

## 줄거리
‘셔틀오브셔틀’ 괴롭힘 당하는게 일상인 비운의 고등학생 정우(이대휘)가 셔틀을 벗어나기 위해 일진에게 맞서 도전하는 이야기를 그린 코믹 액션극

## 시놉시스
우사인 볼트라는 별명이 있는 빵셔틀 정우, 누구보다도 빠르고 셔틀 생활이 크게 불편하지 않았다. 조금 조심하면서 졸업하자는 생각을 가지고 있는 정우의 학교에 일진 무리인 재성일당이 셔틀 토너먼트를 개최한다. 
‘못싸우는 애들중에 최고 잘싸우는애" 를 가리기 위한 교내 토너먼트를 열고, 구경꾼들이 내기를 걸게 한다. 억지로 참여하게된 정우는 우승하면 셔틀에서 영원히 제외된다는 부상과 자신에게 내기를 건다는 재성때문에 억지로 연습을 시작한다. 하지만 학교에서 만난 전학생 민아를 보고는 민아를 지키고 학교에서 일진과 셔틀이라는 것을 없애고 싶어져 억지로 시작했던 연습에 새로운 목표가 생겨 매진한다. 
토너먼트가 진행될수록 정우가 생각하지 못했던 사건들이 생기고 친구들이 다치기 시작한다. 정우는 그럴수록 이런 일을 벌인 재성에게 분노를 느끼고 셔틀 토너먼트에서 우승한 정우는 학교 짱인 재성에게 일대일 대결을 신청한다.

## 캐스팅
- 이대휘 - 정우 역
- 김도연 - 재성 역
- 신재휘 - 종빈 역
- 김은수 - 종덕 역
- 채원빈 - 민아 역
- 장연우 - 성훈 역
- 송영규 - 경모 역
- 송지현 - 정아 역
- 서범석 - 민석 역